# 圣佩莱格里诺泰尔梅
圣佩莱格里诺泰尔梅（義大利語：San Pellegrino Terme），是意大利贝加莫省的一个市镇。总面积22.83平方公里，人口4965人，人口密度217.5人/平方公里（2009年）。国家统计（ISTAT）代码为016190。